# Francisco Millau Marabal
Francisco Millau Marabal (n. San Fernando, Cádiz; 1728 – f. 1805) fue un jefe de escuadra y geógrafo español.
El marqués de la Ensenada le incluyó en la Comisión de Límites con Portugal y más tarde comisionado también en la América española. Cartografió las regiones geográficas que forman las actuales repúblicas de Paraguay, Argentina y Uruguay, experiencia que acumuló en parte en su obra Descripción de la Provincia del Río de la Plata.
Reintegrado a la Península, asciende a brigadier en 1789 y a jefe de escuadra en 1795, falleciendo en 1805, meses antes de la batalla de Trafalgar.
- Datos: Q2838643